# Funzione coppia
In matematica si definisce funzione coppia una funzione che associa ad ogni coppia ordinata di numeri naturali un numero naturale con corrispondenza uno a uno; è quindi un'applicazione biiettiva {\displaystyle \pi } fra l'insieme prodotto {\displaystyle \mathbb {N} \times \mathbb {N} } e l'insieme dei numeri naturali {\displaystyle \mathbb {N} }:
{\displaystyle \pi :\mathbb {N} \times \mathbb {N} \to \mathbb {N} .}

## Utilizzo per il calcolo delle cardinalità
L'esistenza di tali funzioni dimostra che la cardinalità dei due insiemi {\displaystyle \mathbb {N} } e {\displaystyle \mathbb {N} \times \mathbb {N} } è la stessa.
Utilizzando opportune funzioni da comporre alla funzione coppia, è possibile dimostrare che anche la cardinalità degli insiemi dei numeri interi {\displaystyle \mathbb {Z} } e dei numeri razionali {\displaystyle \mathbb {Q} } è uguale alla cardinalità di {\displaystyle \mathbb {N} }.
Inoltre componendo più volte una funzione coppia, è possibile costruire delle applicazioni biunivoche fra qualunque potenza dei naturali {\displaystyle \mathbb {N} ^{k}} e {\displaystyle \mathbb {N} }. Questa tecnica è molto usata anche nella teoria della calcolabilità.

## Funzione coppia di Cantor
La funzione coppia di Cantor è una funzione coppia così definita:
{\displaystyle \pi (k_{1},k_{2}):={\frac {1}{2}}(k_{1}+k_{2})(k_{1}+k_{2}+1)+k_{2}.}
L'immagine {\displaystyle \pi (k_{1},k_{2})} della funzione coppia si indica solitamente con {\displaystyle \langle k_{1},k_{2}\rangle }.
Questa definizione può essere generalizzata in modo da ottenere la funzione tupla di Cantor
{\displaystyle \pi ^{(n)}:\mathbb {N} ^{n}\to \mathbb {N} }
in questo modo:
{\displaystyle \pi ^{(n)}(k_{1},\ldots ,k_{n-1},k_{n}):=\pi (\pi ^{(n-1)}(k_{1},\ldots ,k_{n-1}),k_{n})}
Nel calcolo dell'enumerazione di una funzione calcolabile (in informatica teorica) si usa una versione leggermente modificata della funzione coppia di Cantor:
{\displaystyle \pi (k_{1},k_{2}):={\frac {1}{2}}(k_{1}+k_{2})(k_{1}+k_{2}+1)+k_{2}+1.}
ottenuta enumerando a partire da {\displaystyle 0} al posti di {\displaystyle 1}

## Inversione della funzione coppia di Cantor
Supponiamo sia dato z definito come segue 
{\displaystyle z=\langle x,y\rangle ={\frac {(x+y)(x+y+1)}{2}}+y}
e si vogliano trovare x e y. Definiamo alcune variabili intermedie: 
{\displaystyle w=x+y}
{\displaystyle t={\frac {w(w+1)}{2}}={\frac {w^{2}+w}{2}}}
{\displaystyle z=t+y}
dove t è il numero triangolare di w. Se risolviamo l'equazione di secondo grado 
{\displaystyle w^{2}+w-2t=0}
per w in funzione di t, otteniamo 
{\displaystyle w={\frac {{\sqrt {8t+1}}-1}{2}}}
che è una funzione strettamente crescente e sempre definita per valori di t reali non negativi. Da 
{\displaystyle t\leq z=t+y<t+(w+1)={\frac {(w+1)^{2}+(w+1)}{2}}}
otteniamo che 
{\displaystyle w\leq {\frac {{\sqrt {8z+1}}-1}{2}}<w+1}
e quindi 
{\displaystyle w=\left\lfloor {\frac {{\sqrt {8z+1}}-1}{2}}\right\rfloor }.
dove ⌊ ⌋ è la funzione di arrotondamento per difetto.
A questo punto per calcolare x e y da z:
a)     {\displaystyle w=\left\lfloor {\frac {{\sqrt {8z+1}}-1}{2}}\right\rfloor }
b)     {\displaystyle t={\frac {w^{2}+w}{2}}={\frac {w(w+1)}{2}}}
{\displaystyle y=z-t}
{\displaystyle x=w-y}.

### Esempio
Per calcolare π(x, y) = 1432 = z
Calcoliamo w con la formula a)
8 × 1432 = 11456,
11456 + 1 = 11457,
√11457 = 107.037,
107.037 − 1 = 106.037,
106.037 ÷ 2 = 53.019,
⌊53.019⌋ = 53,
quindi w = 53;
Calcoliamo la t con la formula b)
53 × (53 + 1) = 2862,
2862 ÷ 2 = 1431,
quindi t = 1431;
Ed infine
{\displaystyle y=z-t} = 1432 − 1431 = 1;
{\displaystyle x=w-y} =  53 − 1 = 52;
```

```